# Tounyifili
Tounyifili är en ort i Guinea.   Den ligger i prefekturen Boffa och regionen Boke Region, i den västra delen av landet, 130 km nordväst om huvudstaden Conakry. Tounyifili ligger 17 meter över havet och antalet invånare är 33 005.
Terrängen runt Tounyifili är platt åt nordväst, men åt sydost är den kuperad. Runt Tounyifili är det ganska glesbefolkat, med 42 invånare per kvadratkilometer. Tounyifili är det största samhället i trakten. I omgivningarna runt Tounyifili växer huvudsakligen savannskog.